# Pioneer 5
Pioneer 5 är en rymdsond som är del av Pioneerprogrammet. Den sköts upp den 11 mars 1960 och var menad att utforska tomrummet mellan jorden och Venus. Pioneer 5 var den enda helt lyckade Pioneerflygningen och huvuduppgifterna bestod i att mäta och undersöka kosmisk strålning, mikrometeoriter och magnetfält. Den 26 juni 1960 lyckades Jodrell Bank hitta sondens signal på ett då rekordavstånd av 36,2 miljoner km, men signalen var då alltför svag för att kunna bära information.

### Fotnoter
1. ↑  ”NASA Space Science Data Coordinated Archive” (på engelska). NASA. https://nssdc.gsfc.nasa.gov/nmc/spacecraft/display.action?id=1960-001A. Läst 26 mars 2020.